# Vryheid
Vryheid este un oraș în partea de est a Africii de Sud, în provincia Kwazulu-Natal.